# Wilson Ariel Godoy Gudiel
Wilson Godoy (Nueva Guatemala de la Asunción, Guatemala, Guatemala; 6 de septiembre de 1987) es un futbolista guatemalteco. Juega de Lateral y actualmente juega en el Xelajú Mario Camposeco de la Liga Nacional de Guatemala.

## Trayectoria
Sus inicios como futbolista fueron en el Aurora Fútbol Club, donde dio un paso grande al ser contratado por Halcones Fútbol Club y así ir de la Primera División de Guatemala a Liga Nacional de Fútbol de Guatemala y continuar en clubes tales como Malacateco y Xelajú MC.

## Clubes
| Club                 | País      | Año           |
| -------------------- | --------- | ------------- |
| Aurora Fútbol Club   | Guatemala | 2010 - 2012   |
| Halcones Fútbol Club | Guatemala | 2012 - 2016   |
| Malacateco           | Guatemala | 2016-2017     |
| Xelajú MC            | Guatemala | 2017-2018     |
| Malacateco           | Guatemala | 2018-2019     |
| Xelajú MC            | Guatemala | 2019-presente |